# Fapaha-M’binguébougou
Fapaha-M’binguébougou  est une localité du Nord de la Côte d'Ivoire, appartenant au département de Korhogo, Région des Savanes. La localité est un chef-lieu de commune.